# Mozoncillo
Mozoncillo es un municipio y localidad española de la provincia de Segovia, en la comunidad autónoma de Castilla y León. Riega sus tierras el río Pirón.
En su término municipal, a 2,6 km al sureste entre el río Pirón y el arroyo Pradillo se encuentra el despoblado de origen medieval de San Bartolomé, que contó con una ermita de esta advocación ya en ruinas en el siglo XVI, y donde todavía se encuentra abundancia de restos de material constructivo en el entorno. También existieron y desaparecieron los barrios de Cabezas, Olmedillo, La Quintana, Rodelga y Los Santos.

## Toponimia
La primera vez que se menciona, como Moçonciello, corresponde a un documento eclesiástico del Archivo Catedralicio de Segovia que data del 1 de junio de 1247, como consecuencia de las relaciones de préstamo efectuadas por la mesa episcopal y por la de los canónigos a los colonos que trabajan las tierras propiedad de la Iglesia. Desde el siglo XVI ya aparecen menciones con el nombre actual en el archivo parroquial.
El término equivaldría al diminutivo Monzoncillo, con el significado de «el pequeño Monzón». Esto haría referencia a su fundación por repobladores procedentes de Monzón de Campos, en la provincia de Palencia, cuyo primer conde Asur Fernández dirigió la repoblación de la Tierra de Cuéllar, parte de la de Fuentidueña, la de Segovia e incluso la de Sepúlveda.
Respecto a la procedencia de su etimología, derivaría del latín montionem, ‘montañoso’, o de montisón o montecillo, referido a un bosquecillo, no a una montaña pequeña.

## Geografía
| Noroeste: Pinarnegrillo      | Norte: Aldea Real            | Noreste: Aldea Real          |
| Oeste: Carbonero el Mayor    |                              | Este: Escalona del Prado     |
| Suroeste: Tabanera la Luenga | Sur: Escarabajosa de Cabezas | Sureste: Escobar de Polendos |

## Historia

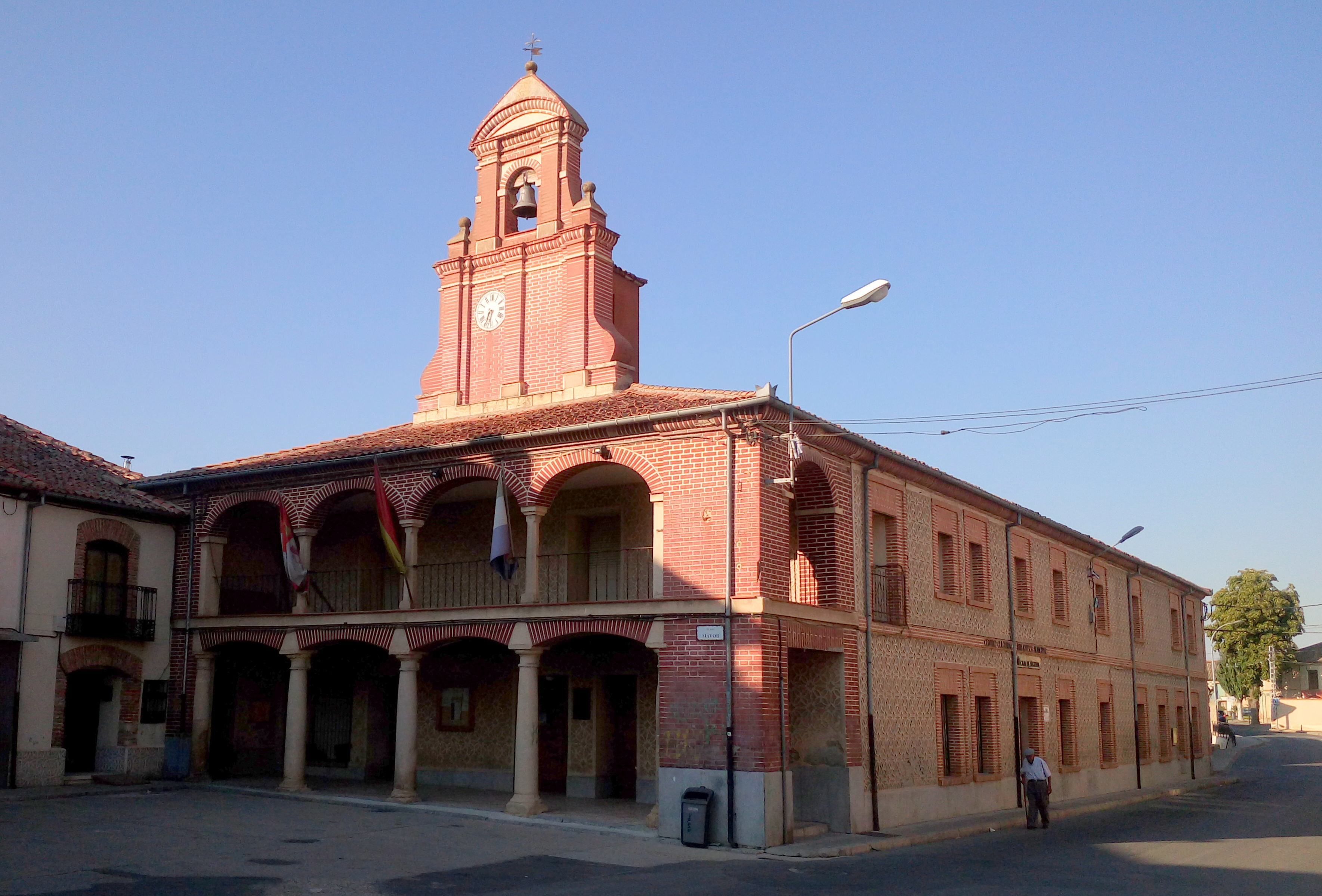
Casa consistorial

Englobada en la Comunidad de Villa y Tierra de Segovia dentro de El Sexmo de Cabezas, que además de Mozoncillo comprende Aldea Real, Bernuy de Porreros, Cantimpalos, Cabañas, Carbonero el Mayor, Encinillas, Escalona, Escarabajosa, Mata de Quintanar, Otones de Benjumea, Parral de Villovela, Pinarnegrillo, Pinillos de Polendos, Escobar de Polendos, Roda, Sauquillo, Tabanera la Luenga, Valseca y Villovela.
En la Casa del cura se preserva el archivo parroquial del pueblo, que recoge parte de sus últimos cinco siglos de historia, desde el inicio del registro tras el Concilio de Trento. Los archivos bautismales entre 1547 y 1919 han sido digitalizados para asegurar su preservación así como con fines genealógicos. Si bien algunos de los libros digitalizados más antiguos también comparten registros de difuntos y casados, el resto de libros (de cuentas, donaciones, difuntos y casados, registros del día a día, etc) todavía no están escaneados.

## Geografía humana

### Demografía
Cuenta con una población de 907 habitantes (INE 2024).
| Gráfica de evolución demográfica de Mozoncillo entre 1828 y 2021 |
| |
| Población según el Diccionario geográfico-estadístico de España y Portugal de Sebastián Miñano. Población de derecho según los censos de población del INE. Población de hecho según los censos de población del INE. |

## Símbolos
El escudo heráldico y la bandera que representan al municipio fueron aprobados oficialmente el 29 de septiembre de 2006. El escudo se blasona de la siguiente manera: 

«Escudo partido y medio cortado. 1.º de gules, acueducto de plata, de dos órdenes, fabricado de sable. Sobre el mismo cabeza humana de plata. 2.º de oro, con cuatro pinos arrancados de sinople puestos en dos palos de dos. 3.º de plata banda ondada de azur. Al timbre Corona Real cerrada.»
Boletín Oficial de Castilla y León n.º 40/2007 de 26 de febrero de 2007

La descripción textual de la bandera es la siguiente:

«Bandera rectangular, de proporciones 2:3, formada por tres franjas horizontales iguales, siendo verde la superior, blanca la central y azul la inferior, pudiendo llevar el escudo municipal en el centro de la bandera.»
Boletín Oficial de Castilla y León n.º 40/2007 de 26 de febrero de 2007

## Administración y política
Lista de alcaldes
| Periodo   | Nombre                                                                            | Partido     |
| --------- | --------------------------------------------------------------------------------- | ----------- |
| 1979-1983 | Vicente Rincón Casado                                                             | PSOE        |
| 1983-1987 | Vicente Rincón Casado (1983-1985) Horacio Herránz Lázaro (1985-1987)              | PSOE        |
| 1987-1991 | Adriano Fernández González                                                        | PSOE        |
| 1991-1995 | Adriano Fernández González                                                        | IND         |
| 1995-1999 | Manuela Fraile Andrés                                                             | PP          |
| 1999-2003 | Manuela Fraile Andrés                                                             | PP          |
| 2003-2007 | Ángel Fernández Casado                                                            | PSOE        |
| 2007-2011 | Ángel Fernández Casado                                                            | PSOE        |
| 2011-2015 | Ana Rosa Bravo Cristóbal                                                          | PP          |
| 2015-2019 | Jesús Martín Herranz                                                              | PSOE        |
| 2019-2023 | Jesús Martín Herranz                                                              | PSOE        |
| 2023-act. | David de Santos Gómez (2023-17.06.2025)María Teresa Lobo Pulido (17.06.2025-act.) | CentradosPP |

## Cultura

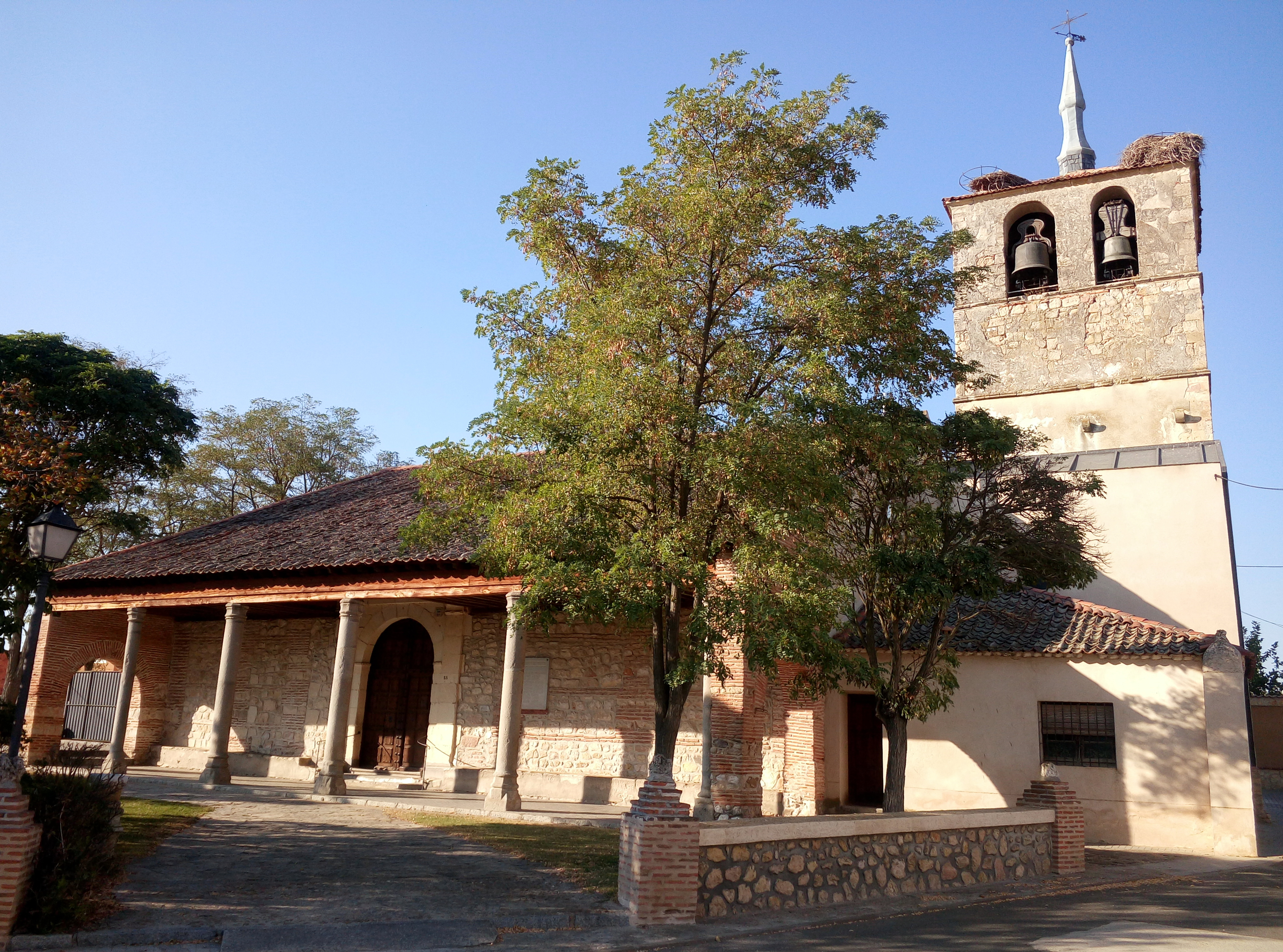
Iglesia de San Juan Bautista

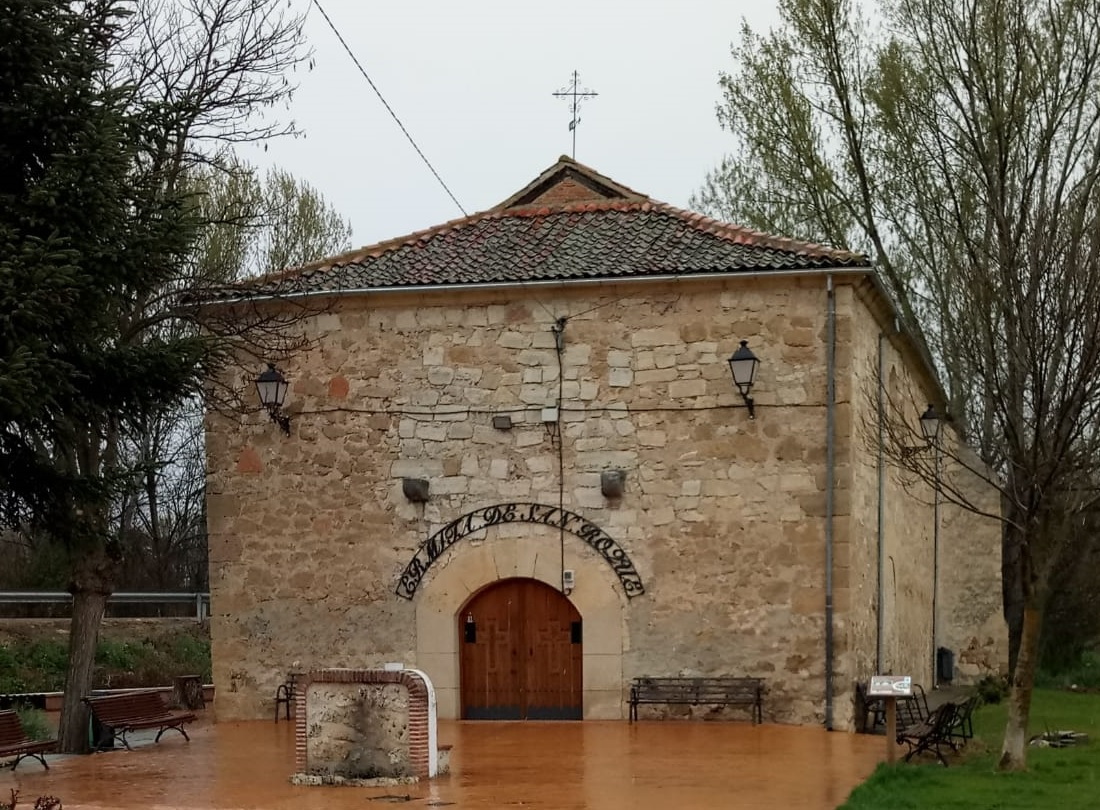
Ermita de San Roque, Mozoncillo

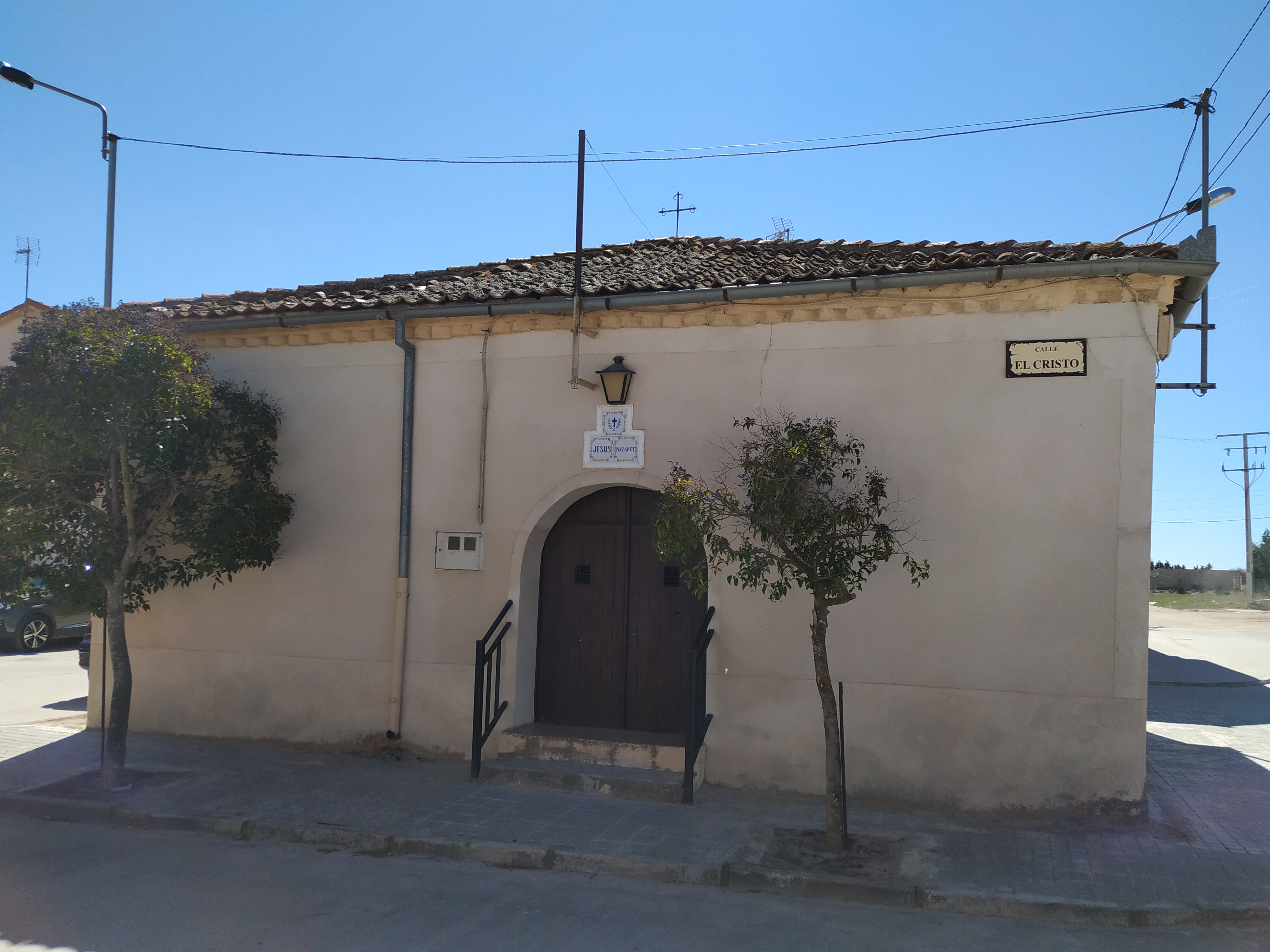
Ermita del Humilladero, Mozoncillo

### Patrimonio
- La Casa consistorial;
- Iglesia de San Juan Bautista;
- Archivo parroquial, en la Casa del cura;[6]
- Ermita de la Virgen de Rodelga, (siglo XIII), patrona de la localidad;
- Ermita del Humilladero;
- Ermita de San Roque;
- Plaza de toros: en ella acaban los encierros camperos de sus fiestas patronales. En esta plaza se celebra la habitual Feria del Caballo en el mes de abril;[11][12]
- Pinar Grande, bosquete de chaparrros y encinas;
- Restos de un antiguo enterramiento vacceo, en La Cuesta de los Santos.

### Fiestas
- Feria del Caballo, a finales del mes de abril.
- Fiestas patronales de San Roque, del 14 al 17 de agosto;[13]
- Romería de Rodelga, el martes anterior al domingo de Pentecostes, con jotas tradicionales y paloteo;
- Romería de Rodelguilla, el último fin de semana de septiembre.[14]

### Gastronomía
- Son famosas por su calidad las hortalizas de la zona.[15]